# Jamie Szantyr
Jamie Szantyr (New Britain, 1981) és una lluitadora professional estatunidenca que treballa per l'empresa Total Nonstop Action Wrestling (TNA), sota el nom de Velvet Sky. Fora de la TNA també se la coneix com a Talia Madison.